# جوديث بيلنغز
جوديث بيلنغز (بالإنجليزية: Judith Billings) هي قاضية ومحامية أمريكية، ولدت في 1943 في مدينة سولت ليك في الولايات المتحدة.